# 団地殺人事件シリーズ
『団地殺人事件シリーズ』（だんちさつじんじけんシリーズ）は、1984年にTBS系列「ザ・サスペンス」で放送されたテレビドラマシリーズ。TBSと木下プロダクションにより、全2作がビデオで制作された。主演は小野寺昭。原作は森村誠一の「通勤快速殺人事件」。

## 概要
町田警察署に勤務する庶務課の警察職員である平凡な夫・木村安雄（小野寺昭）とマイホームを夢見る平凡な妻・木村光子（篠ひろ子）のおしどり夫婦コンビが、住んでいる団地内で起こった殺人事件を追い解決していくサスペンスシリーズ。安雄の友人で同じ町田警察署に勤務する捜査一課の刑事・山下洋介（平田満）がレギュラー助演し脇を固める。

## キャスト

### レギュラー
木村安雄
演 - 小野寺昭
町田警察署庶務課の職員。平凡だが冷静。
木村光子
演 - 篠ひろ子
安雄の妻。折り込みチラシを見てマイホームを夢見る平凡な主婦。
山下洋介
演 - 平田満
町田警察署捜査一課の刑事。庶務課にまで口を出したり、木村家の晩御飯を狙って邪魔をする。
木村孝
演 - 工藤彰吾
安雄と光子の一人息子。今どきの元気な小学生。
文子
演 - 川村一代
町田警察署の庶務課の事務員。黒縁眼鏡をかけており地味。何かにつけて口を出す洋介を疎ましく思っている。
婦警
演 - 植村由美 → 中帆登美
町田警察署の交通課の婦警。制服を着ており長身で美人。洋介にちょっかいを出される。

### ゲスト
第1作『団地殺人事件・妻たちの危険な昼下り』（1984年）
- 叶和貴子、井川比佐志、白川和子、長塚京三、潮哲也、山本紀彦、高松しげお、大和撫子、左右田一平、秋山武史、石丸謙二郎、水月円、ほか

第2作『団地殺人事件II・妻たちの危険な関係』（1984年）
- 増田恵子、西岡徳馬、井原千寿子、小坂一也、岡本ひろみ、小宮健吾、八神康子、小野川公三郎、山口ひろみ、麻生うさぎ、神宮寺秋生、ティーナ、ほか

## スタッフ
- 原作 - 森村誠一「通勤快速殺人事件」
- 脚本 - 畑嶺明
- 監督 - 楠田泰之
- 制作 - TBS、木下プロダクション

## 放送日程
| 話数 | 放送日         | サブタイトル                       | 監督     | 脚本   | 視聴率 |
| ---- | -------------- | ---------------------------------- | -------- | ------ | ------ |
| 1    | 1984年01月14日 | 団地殺人事件・妻たちの危険な昼下り | 楠田泰之 | 畑嶺明 | 20.7%  |
| 2    | 1984年06月02日 | 団地殺人事件II・妻たちの危険な関係 | 楠田泰之 | 畑嶺明 | 18.2%  |